# Tilh
Tilh je naselje in občina v francoskem departmaju Landes regije Akvitanije. Naselje je leta 2009 imelo 808 prebivalcev.

## Geografija
Kraj leži v pokrajini Gaskonji 25 km jugovzhodno od Daxa.

## Uprava
Občina Tilh skupaj s sosednjimi občinami Cagnotte, Estibeaux, Gaas, Habas, Labatut, Mimbaste, Misson, Mouscardès, Ossages in Pouillon sestavlja kanton Pouillon s sedežem v Pouillonu. Kanton je sestavni del okrožja Dax.

## Zanimivosti
- cerkev sv. Petra v verigah;